# Élections législatives de 1956 dans la Manche
Les élections législatives de 1956 dans la Manche sont des élections françaises qui ont eu lieu le 2 janvier 1956 dans le département de la Manche dans le cadre des élections législatives françaises de 1956, sous la IVe République.
Ce sont les dernières élections législatives de la Quatrième république, après les élections de novembre 1946 et de juin 1951.

## Mode de scrutin
L'Assemblée nationale est composée de 626 sièges pourvus au scrutin proportionnel plurinominal suivant la règle de la plus forte moyenne dans le cadre départemental, sans panachage.
Le vote préférentiel est admis, en inscrivant un numéro d'ordre en face du nom d'un, de plusieurs ou de tous les candidats de la liste. Mais l'ordre ne pourra être modifié que si au moins la moitié des suffrages portés sur la liste est numéroté. Dans les faits les modifications ne dépasseront jamais les 7%.
La loi électorale du 7 mai 1951, dite loi des apparentements, reste en vigueur. Elle permet à la base une répartition des sièges à la représentation proportionnelle dans le département, mais si des listes « apparentées » avant le déroulement du scrutin obtiennent ensemble une majorité absolue de suffrages exprimés, elles reçoivent directement tous les sièges à pourvoir.
Dans le département de la Manche, six députés sont à élire.

## Élus
| Député sortant                     | Parti | Parti    | Député élu ou réélu  | Parti | Parti      |
| ---------------------------------- | ----- | -------- | -------------------- | ----- | ---------- |
| René Schmitt                       |       | SFIO     | Jean Brard           |       | CNIP       |
| Jean Raymond-Laurent               |       | MRP      | Jean Raymond-Laurent |       | MRP        |
| Maurice Lucas                      |       | MRP      | Maurice Lucas        |       | MRP        |
| Claude Hettier de Boislambert      |       | Rép. soc | Maxime Fauchon       |       | RGRIF-CNIP |
| Pierre Hénault                     |       | ARS      | Pierre Hénault       |       | ARS        |
| Jean Guérin du Boscq de Beaumont * |       | CNIP     | Auguste Grandin      |       | Réf. État  |

- Jean Guérin du Boscq de Beaumont est décédé le 13 octobre 1955.

## Résultats

### Résultats à l'échelle du département
- Un autre est conclu en soutien à la majorité sortante, entre les listes MRP, CNIP-ARS, Réf. État, RGRIF et Rép. soc.

| Parti    | Parti      | Tête de liste                 | Résultats | Résultats | Appar. | Appar. | Sièges |
| Parti    | Parti      | Tête de liste                 | Voix      | %         | Voix   | %      | Nb.    |
| -------- | ---------- | ----------------------------- | --------- | --------- | ------ | ------ | ------ |
|          | MRP        | Jean Raymond-Laurent          | 127 406   | 61,52     | 36 510 | 17,67  | 2      |
|          | CNIP-ARS   | Pierre Hénault                | 127 406   | 61,52     | 34 053 | 16,48  | 2      |
|          | Réf. État  | Auguste Grandin               | 127 406   | 61,52     | 23 021 | 11,14  | 1 1    |
|          | RGRIF-CNIP | Maxime Fauchon                | 127 406   | 61,52     | 21 078 | 10,20  | 1 1    |
|          | Rép. soc   | Claude Hettier de Boislambert | 127 406   | 61,52     | 12 441 | 6,02   | - 1    |
|          | SFIO       | René Schmitt                  | 45 209    | 21,88     | -      | -      | - 1    |
|          | PCF        | Georges Marguerie             | 16 873    | 8,17      | -      | -      | -      |
|          | Rad-soc    | André Bornèque                | 15 129    | 7,32      | -      | -      | -      |
|          |            |                               |           |           |        |        |        |
| Inscrits | Inscrits   | Inscrits                      | 271 078   | 100,00    |        |        | 6      |
| Votants  | Votants    | Votants                       | 216 438   | 79,84     |        |        |        |
| Exprimés | Exprimés   | Exprimés                      | 206 624   | 95,47     |        |        |        |

- L'apparentement de droite réunit plus de la moitié des suffrages, il obtient donc la totalité des sièges. Ces derniers sont répartis à la proportionnelle entre les listes apparentées.